# Te-uri
Te-uri är mörkrets gudinna inom Tahitis mytologi. Hon är syster till krigsguden Oro. 